# Rayma Suprani
Rayma Suprani là một họa sĩ truyện tranh người Venezuela đã bị tờ báo El Universal đuổi việc vào năm 2014, được cho là đã vẽ một phim hoạt hình chế giễu cố tổng thống Hugo Chávez. Trong khi Chávez trung thành đã có những lời nặng nề cho những lời chỉ trích chế độ của mình, những người khác đã ca ngợi cô cho "khả năng đặc biệt về quan sát" của cô và "trí tuệ thông minh." 
Nhà phê bình Alfonso Molina đã ca ngợi công việc của cô khi viết "tác phẩm của Rayma Suprani trong El Universal kết hợp trí thông minh, sự nhạy cảm và tài năng để thể hiện cuộc sống của chúng ta như một quốc gia thông qua những họa tiết rất sắc nét không nhằm mục đích khiến chúng ta cười mà khiến chúng ta phải suy nghĩ. Nhà báo và vẽ tranh biếm họa, cô quản lý để truyền đạt ý tưởng của mình một cách rất cá nhân, nhưng luôn luôn có một cảm giác tập thể." 

## Tuổi thơ và giáo dục
Suprani bắt đầu vẽ tranh khi còn là một thiếu niên và được đào tạo vài năm trong xưởng của Pedro Centeno Vallenilla. Khi cô ấy vẽ hoạt hình, cô ấy đã từ bỏ việc vẽ tranh trong một thời gian dài.
Cô tốt nghiệp Đại học Trung tâm Venezuela.

## Nghề nghiệp
Ngay từ khi còn rất nhỏ, Rayma Suprani đã bắt đầu làm việc cho tạp chí econom Today. Sau khi làm việc tại El Diario de Caracas, cô trở thành họa sĩ truyện tranh chính tại El Universal. Suprani là họa sĩ truyện tranh chính của El Universal trong 19 năm. Phim hoạt hình Rayma của "đã bị từ chối như phân biệt chủng tộc và classist bởi vô số những người ủng hộ chính phủ" và có "chavistas thường được mô tả như mọc, con số khỉ đột giống như tàn bạo trong phe áo đỏ, bị xích vào đảng chính trị của họ trong xiềng xích." 

### Triển lãm nghệ thuật
Năm 2012, khi trở lại với công việc định dạng lớn, Suprani đã tổ chức triển lãm cá nhân đầu tiên của cô, Fr Fr al al espejo (Facing the Mirror), tại Galería D'Museo del Centro de Arte Los Galpones de Los Dos Caminos. Một nhà văn của El Universal lưu ý rằng các bức vẽ của Suprani đã thể hiện tinh thần phê phán tương tự, đặc trưng cho các bức vẽ và phim hoạt hình của cô ngay từ đầu. Thỉnh thoảng, đôi khi. Mỉa mai, đôi khi. Ăn mòn, hầu như luôn luôn. Rời  Đây là một Rayma Suprani khác, đã viết Alfonso Molina về triển lãm. Các bức tranh, ông nói tiếp, đại diện "một cuộc biểu tình của sức mạnh và lòng dũng cảm đó kích thích tôi, cho tôi thấy một khía cạnh khác của người sáng tạo như vậy." 